# (K)ein Vater gesucht
(K)ein Vater gesucht (Man of the House) ist eine US-amerikanische Filmkomödie von James Orr aus dem Jahr 1995. In den Hauptrollen des Disney-Spielfilms agieren Chevy Chase, Farrah Fawcett, Jonathan Taylor Thomas und Zachary Browne.

## Handlung
Die alleinerziehende Sandy Archer, die Mutter von Ben, trifft sich mit dem für die Regierung arbeitenden Anwalt Jack Sturgess. Ben versucht, die Beziehung seiner Mutter zu sabotieren.
Jack und Ben nehmen gemeinsam an einem Vater-Sohn-Ausflug der Pfadfinder teil und freunden sich schließlich an.

## Hintergrund
Die Komödie wurde in Los Angeles und in Vancouver gedreht. Sie brachte an den US-Kinokassen 40 Millionen US-Dollar ein.

## Rezeption
- Hal Hinson schrieb in der Washington Post (in der Ausgabe vom 3. März 1995), dass Chevy Chase nur dann weniger Energie zeigen könne, wenn er reanimiert werden würde.[1]
- Peter Stack schrieb in der San Francisco Chronicle (in der Ausgabe vom 3. März 1995), die Komödie sei vorhersehbar „wie ein Telefonbuch“.[2]

Jimmy Baker wurde 1996 für den Young Artist Award nominiert.